# Creme Puff
Creme Puff (Austin, 3 agosto 1967 – Austin, 6 agosto 2005) è stata una gatta che è vissuta 38 anni e 3 giorni. Attualmente detiene ancora il primato di gatto più longevo mai vissuto, stando alla registrazione del 2010 del Guinness World Records.
Creme Puff ha vissuto con il suo padrone, Jake Perry, ad Austin, in Texas. Lo stesso Perry possedeva inoltre un altro gatto, Granpa, che sostiene sia nato a Paris (Texas) nel 1964 e morto nel 1998, all'età di 34 anni e 2 mesi. Granpa fu nominato postumo Gatto dell'Anno nel 1999 dalla rivista statunitense Cats & Kittens,  e anch'esso registrato nel Guinness World Records. I co-autori di un libro sui gatti domestici hanno supposto che la presunta longevità dei gatti di Perry potesse essere attribuita all'insolita dieta che lo stesso faceva seguire ai suoi animali domestici, composta di uova e bacon, asparagi, broccoli e caffè con panna montata, concludendo che Perry "stesse facendo la cosa giusta".